# Овадне
Ова́дне — село в Україні, у Володимирському районі Волинської області. Центр Оваднівської сільської громади. Населення становить 1256 осіб.
Кількість дворів (квартир) — 408. З них 7 нових (після 1991 р.).
В селі функціонує Покровська православна церква Православної церкви України. Кількість прихожан — 150 осіб. Працює школа І-ІІІ ступенів на 220 місць, будинок культури, бібліотека, дитячий садок, фельдшерсько-акушерський пункт, відділення зв'язку, АТС на 320 номерів, 3 торговельних заклади. Є ботанічна пам'ятка природи «Дуб звичайний 500 років».
У селі доступні такі телеканали: УТ-1, 1+1, Інтер, Обласне телебачення. Радіомовлення здійснюють Радіо «Промінь», Радіо «Луцьк», проводове радіо.
Село газифіковане. Дорога з твердим покриттям в задовільному стані. Наявне постійне транспортне сполучення з районним та обласним центром.

## Географія
Село розташоване на лівому березі річки Турія.

## Історія
Село Овадне засноване у 1545 році. Назва походить від слова owady — комахи.

Овадне належить до старовинних українських сіл. 
|  | ... Уперше згадується воно в історичних документах XVI століття. Згідно з люстрацією Володимир-Волинського замку 1545 року, Овадне було власністю пана Зайчинського. На той час воно входило до складу Великого князівства Литовського, але за Люблінською унією 1569 року відійшло до Польщі. За переписом 1570 року в Овадному разом з Туричанами зареєстровано 45 димів, тобто дворів, що мали польову землю і самостійне господарство, і 43 городники, які не мали польової землі. В 1599 році село належало володимирському судді Д. Павловичу. На початку XVII століття Овадне було вже порівняно великим селом. Під час перепису 1629 року тут зареєстровано 60 димів, з яких 25 належало Я. Павловичу, 11 — С. Павловському, 17 — Ф. Яковицькому, 7 — Щенсному-Свірському. Точних даних про кількість населення немає, але якщо брати в середньому на один дим 6 чоловік, то можна припустити, що в Овадному в цей час жило близько 360–380 чоловік. Переходи і постої польських жовнірів у період визвольної війни українського народу 1648–1654 рр., спустошливі напади татар, голод, епідемії — все це зумовило зменшення кількості населення. В 1649 році в Овадному було 25 димів, у 1650 — 20, а в 1651 році — всього 8 димів. За умовами Андрусівського перемир'я 1667 року Овадне залишилось у складі Польщі. Як свідчить перепис населення Володимирського повіту 1678 року, частиною Овадного володів К. Залеський, інша частина належала шляхтичеві Малаховському. Власники мінялися, та не мінялася гірка селянська доля. Феодали не вважали селян за людей. Для них це були раби, бидло. Нерідко селяни, рятуючись від жорстокої експлуатації, кидали рідні місця і тікали на Запоріжжя, на Лівобережну Україну. В першій половині XVIII століття поміщик Шлюбич-Зеленський скаржився, що з його сіл Овадного та Гнійного лише за один раз втекло 14 селянських сімей, які забрали і своє майно. Після третього поділу Польщі в 1795 році Овадне відійшло до Росії і було включене до складу Вербської волості Володимир-Волинського повіту Волинської губернії. Тоді в селі налічувалося 34 двори і 198 чоловік населення. Власник Овадного граф М. Красицький весь час збільшував панщину, а його посіпаки, особливо управитель маєтку Яблонський, відзначалися небувалою жорстокістю. За даними 10-ї ревізії (перепису) 1857–1859 рр., в Овадному жило 136 кріпаків, було 42 двори, з них ЗО — тяглих, 1 — піший, 11 — городників. До тяглих належали селянські господарства, які мали не менш як одну пару робочої худоби. Піші двори зовсім не мали худоби і користувалися меншою кількістю землі. Городники мали тільки присадибні ділянки. |

У 1906 році село Вербівської волості Володимир-Волинського повіту Волинської губернії. Відстань від повітового міста 9 верст, від волості 3. Дворів 125, мешканців 477.
Важким тягарем на плечі селян лягла перша світова війна. У 1915 році, коли царська армія відступала, село захопили німецькі війська. На початку 1919 року село захопили поляки. Червона Армія, виганяючи білопольських загарбників з України, у серпні 1920 року визволила Овадне. В селі була встановлена Радянська влада. Але у вересні 1920 року село знову окупували поляки і протягом 1920—1939 рр. воно перебувало в складі буржуазно-поміщицької Польщі.
Польські пани тримали український народ у темноті й неуцтві, щоб легше було експлуатувати його. В 1923 році в Овадному з 580 чоловік населення 442 були українці. Незважаючи на це, викладання в початковій школі велося польською мовою.
У вересні 1939 року частини Червоної армії окупували село. 25 червня 1941 року гітлерівські війська захопили Овадне. Частини Червоної армії в липні 1944 року визволили Овадне. Почалися репресії, розкуркулення і знищення всього Українського.
У рамках «розбудови комуністичного майбутнього» 1986 року в Овадному розібрано церкву. 1995 року віряни УПЦ КП побудували нову церкву.
12 червня 2020 року, відповідно до розпорядження Кабінету Міністрів України № 708-р «Про визначення адміністративних центрів та затвердження територій територіальних громад Волинської області», увійшло до складу Оваднівської сільської територіальної громади.
19 липня 2020 року, в результаті адміністративно-територіальної реформи та ліквідації  Володимир-Волинського району(1940—2020), село увійшло до новоутвореного Володимир-Волинського району (від 18 липня 2022 Володимирського).

## Населення
Згідно з переписом УРСР 1989 року чисельність наявного населення села становила 1246 осіб, з яких 582 чоловіки та 664 жінки.
За переписом населення України 2001 року в селі мешкало 1250 осіб.

### Мова
Розподіл населення за рідною мовою за даними перепису 2001 року:
| Мова       | Відсоток |
| ---------- | -------- |
| українська | 98,73 %  |
| російська  | 1,27 %   |

## Відомі люди
- Махонюк Анатолій Петрович (1962 —2016) — український поет, член НСПУ.